# حسيك قليل الخشونة
حسيك قليل الخشونة (الاسم العلمي:Arrhenatherum scabrinsculum) هو نوع نباتي يتبع جنس الحسيك من فصيلة النجيلية.